# Szekunder szégyen
A szekunder szégyen vagy másodlagos szégyenérzet pszichológiai, humánetológiai jelenség. Szekunder szégyent más kellemetlen viselkedése, vállalhatatlan megnyilvánulásai, cselekedetei miatt érezhetünk.

## Eredete
A kifejezés 2017-ben robbant be a magyar köztudatba és nagyon gyorsan köznyelvi fordulattá vált. Először SzabóZ, az Index kritikusa használta a Comment:com tévéblogon, a TV2 Star Academy című műsorát jellemezve így. Az angol vicarious embarrassment, second hand embarassment kifejezések lefordításával született, azonban az angol köznyelvben sem számít régóta használt kifejezésnek. A németben viszont régóta ismert a jelenséget leíró fremdschämen kifejezés.

## A szekunder szégyen jellemzői
- Akkor érezhetünk szekunder szégyent, ha azt látjuk, hogy mások nyilvánosan bénáznak, vagy eléggé kellemetlen módon vétenek a társas illemszabályok ellen.
- A saját szégyenérzetünk teljesen független attól, hogy a megfigyelt szereplő, azaz szégyenünk okozója maga zavarba jön-e, vagyis érzékeli-e, hogy valami nincs rendben. Ha fogalma sincs róla, hogy taknyos az orra, és vidáman magyaráz, mi akkor is kínosan érezzük magát helyette.
- Általában ez a mások helyetti szégyenkezés erősebb, mint az illető saját zavara. Ha az illető tudja, hogy kínos helyzetben van, még akkor is mi kívülről úgy érezzük, hogy a mi zavarunk, kínosságérzetünk nagyobb, mint az övé (a külső szemlélők szerint rosszabb kívülről nézni, hogy valaki a színpadon belesül a szövegébe, mint valójában átélni a bakit).
- Ha azt látjuk, hogy valaki megsérül, vagy valamilyen fizikai fájdalmat él át, akkor azt mi is "átérezzük". Szoktunk elfordulni, nem odanézni – mert nem bírjuk látni. Ezt az érzést bizonyos agyterületek aktiválódása okozza. Ugyanezen területek (anterior cinguláris kéreg és bal anterior insula) aktiválódnak akkor is, ha nem fizikai fájdalmat vagy sérülést látunk, hanem kínos szituációt.
- Az empatikus készséggel erős kapcsolatot mutat, hogy valaki mennyire sűrűn és erősen érez más helyett szégyent. Minél empatikusabb valaki, annál inkább ki van téve annak, hogy mások helyett érezze kínosan magát, és annál kevesebb bohócot, és "jajdekínos" típusú poénon alapuló műsort fog nézni (például különböző tehetségkutatók előválogatója).[1][6][7][8]

## Fordítás
Ez a szócikk részben vagy egészben  a   Vicarious embarrassment című angol Wikipédia-szócikk ezen változatának fordításán alapul.  Az eredeti cikk szerkesztőit annak laptörténete sorolja fel. Ez a jelzés csupán a megfogalmazás eredetét és a szerzői jogokat jelzi, nem szolgál a cikkben szereplő információk forrásmegjelöléseként.